# Due vele bianche/Per questo amore grande come il mondo
Due vele bianche/Per questo amore grande come il mondo è un singolo del cantautore Gianni Davoli pubblicato nel 1972.

## Descrizione
Il disco racchiude due canzoni entrambi scritte e composte dallo stesso Gianni Davoli. Il 45 giri è stato pubblicato con la casa discografica Cinevox nel 1972.

## Tracce
1. Due vele bianche - 3:47 (G.Davoli)
2. Per questo amore grande come il mondo - 3:52 (G.Davoli)